# NME
Pour les articles homonymes, voir NME (homonymie).
Le NME (de l'acronyme New Musical Express) est un magazine musical hebdomadaire britannique, édité par IPC Media, filiale britannique de Time Inc. Fondé en 1952 sous la forme d'un journal, la publication étant qualifiée de « rock inkie », le NME devient un magazine qui finit par être une publication gratuite, avant de devenir une marque en ligne qui comprend son site web et ses stations de radio.
Le NME est racheté en 2019 par la société musicale singapourienne BandLab Technologies, qui place toutes ses publications musicales sous la marque NME Networks en décembre 2021, lors de la restructuration de la société.

## Histoire

### Débuts
Le journal est créé en 1952, L'Accordion Times and Musical Express est racheté par le promoteur musical londonien Maurice Kinn pour 1 000 livres sterling, 15 minutes seulement avant sa fermeture officielle. Il est relancé sous le nom de New Musical Express et est d'abord publié dans un format tabloïd non brillant sur du papier journal standard. Sous la direction de Ray Sonin, le journal commence à publier des interviews d'artistes, des potins sur l'industrie et, le 14 novembre 1952, s'inspirant du magazine américain Billboard, il crée le premier UK Singles Chart, une liste des douze singles les plus vendus. Les ventes du magazine ont augmenté de 50 %. Contrairement aux palmarès plus récents, le premier de ces classements de singles était un top 12 établi par le magazine lui-même à partir des ventes réalisées dans les magasins régionaux du Royaume-Uni. Le premier numéro un est Here in My Heart d'Al Martino.
Le magazine fait la promotion de groupes comme : Oasis, Blur, The Libertines ou Kaiser Chiefs, en partenariat avec la chaîne musicale MTV2. Tous les mois de décembre depuis 1974, le magazine fait un bilan de ce qu'il considère comme les meilleurs albums de l'année écoulée, il fait de même pour les singles depuis 1975. C'est un panel de critiques et de journalistes indépendants qui travaillent au NME ou pour NME.com qui font ce top.

### Années 1970–1980
Au début des années 1970, le NME perd du terrain par rapport au Melody Maker, car sa couverture musicale ne réussit pas à suivre l'évolution du rock, en particulier pendant les premières années du psychédélisme et du rock progressif. Au début de l'année 1972, le journal est sur le point d'être fermé par son propriétaire IPC (qui l'avait acheté à Kinn en 1963). Led Zeppelin arrive en tête du « NME Pop Poll » pendant trois années consécutives (1974-1976) dans la catégorie du meilleur « groupe vocal ».
En 1976, le NME critique le groupe pionnier allemand de musique électronique Kraftwerk avec ce titre : « C'est de cela que vos pères se sont battus pour vous sauver... » L'article dit que les « mélodies électroniques coulaient aussi lentement qu'un déchet flottant sur le Rhin pollué ». La même année, le punk rock fait son apparition sur ce que certains considèrent comme une scène musicale stagnante. Le NME donne aux Sex Pistols leur première couverture dans la presse musicale dans une critique de leur performance au Marquee en février de cette année-là, mais dans l'ensemble il est lent à couvrir ce nouveau phénomène en comparaison avec Sounds et Melody Maker, où Jonh Ingham et Caroline Coon respectivement sont les premiers champions du punk.
Dans les années 1980, le NME devient le journal musical le plus important du Royaume-Uni, et publie en 1981, en collaboration avec Rough Trade, l'influent C81, que les lecteurs se procurent par correspondance à un prix modique. La cassette présente un certain nombre de groupes alors en pleine ascension, dont Duran Duran, Aztec Camera, Orange Juice, Linx et Scritti Politti, ainsi qu'un certain nombre d'artistes plus établis tels que Robert Wyatt, Pere Ubu, les Buzzcocks et Ian Dury. Une deuxième cassette intitulée C86 sort en 1986. Entre 1981 et 1988, le magazine publie 36 compilations de cassettes.
Le NME réagit à l'ère Thatcher en épousant le socialisme par le biais de mouvements tels que Red Wedge. La semaine des élections de 1987, le journal publie une interview du leader du parti travailliste, Neil Kinnock, qui apparaît en couverture du journal. Il apparait en couverture une seule fois deux ans auparavant, en avril 1985.
Parmi les rédacteurs de l'époque figurent Mat Snow, Chris Bohn (connu dans ses dernières années au journal sous le nom de « Biba Kopf »), Antonella Gambotto-Burke (connue sous ses pseudonymes Antonella Black et, en raison de ses cheveux orange teints à l'époque, Ginger Meggs), Barney Hoskyns, Paolo Hewitt, Don Watson, Danny Kelly, Steven Wells, et David Quantick.
Cependant, les ventes chutent et, au milieu des années 1980, le NME traverse une période difficile et risque de fermer ses portes. À cette époque (sous la direction de Ian Pye, qui remplace Neil Spencer en 1985), le journal était divisé entre ceux qui voulaient écrire sur le hip-hop, un genre relativement nouveau au Royaume-Uni, et ceux qui voulaient s'en tenir au rock.

### Années 2010–2020
Krissi Murison est nommée rédactrice en chef en juin 2009 et lance un nouveau NME redessiné en avril 2010. Le numéro comporte 10 couvertures différentes, soulignant l'éventail plus large de musique que le magazine allait couvrir, et présente Jack White, Florence and the Machine, LCD Soundsystem, Rihanna, Kasabian, Laura Marling, Foals, M.I.A., Biffy Clyro et Magnetic Man.
Murison est remplacé en tant que rédacteur en chef en juillet 2012 par Mike Williams, qui était auparavant l'adjoint du magazine. Williams est désormais rédacteur en chef, avec l'entière responsabilité de la production multiplateforme du NME. Sous la direction de Williams, le NME lance l'application NME Daily un nouvel événement axé sur la carrière appelé Lifehacks.
En 2013, l'ouvrage The 500 Greatest Albums of All Time (« Les 500 plus grands albums de tous les temps ») du NME est critiqué par les médias. The Guardian souligne que la rédactrice en chef Laura Snapes avait inclus, dans son top 5 des « plus grands albums de tous les temps », quatre albums du même groupe, The National, et que Consequence of Sound avait également fait remarquer que « si Laura Snapes le souhaitait, les quatre premiers seraient tous des albums de The National ».
Le 18 septembre 2015, confronté à une baisse des ventes, le journal devient gratuit. Le 7 mars 2018, Time Inc, propriétaire du titre, annonce que « le numéro de cette semaine qui sort vendredi sera le dernier magazine imprimé ».
Le NME est racheté en 2019 par la société musicale singapourienne BandLab Technologies, qui place toutes ses publications musicales sous la marque NME Networks en décembre 2021, lors de la restructuration de la société.

## Ventes et popularité
Le site web du magazine, nme.com, est lancé en 1996 et devient le plus grand site musical autonome au monde. Avec la chute des ventes en kiosque dans le secteur des magazines britanniques au début du XXIe siècle, la diffusion payée du magazine au premier semestre 2014 était de 15 830. En septembre 2015, le magazine NME est relancé pour être distribué à l'échelle nationale en tant que publication gratuite. La première diffusion moyenne publiée en février 2016 de 307 217 exemplaires par semaine était la plus élevée de l'histoire de la marque, battant le record précédent de 306 881, enregistré en 1964 au sommet de la gloire des Beatles. En décembre 2017, selon l'Audit Bureau of Circulations, la distribution moyenne du NME est tombée à 289 432 exemplaires par semaine, bien que son éditeur de l'époque, Time Inc. UK affirmait avoir plus de 13 millions d'utilisateurs uniques mondiaux par mois, dont 3 millions au Royaume-Uni. En mars 2018, l'éditeur annonce que l'édition imprimée de NME cesserait de paraître après 66 ans et deviendrait une publication uniquement en ligne,. Toutefois, cette décision est annulée en 2023, NME annonçant qu'il ferait revivre son magazine imprimé sous la forme d'une publication bimestrielle.

## Activités annexes

### NME.com
Lancé en 1996, le site du magazine est essentiellement composé d'actualités, de critiques, de listes des concerts et vidéos du monde du rock, mais aussi de téléchargements, de merchandising et de forums. En 2006, le site se lance dans les rumeurs sous l'appellation tabloid hell (« l'enfer du tabloid ») et daily gossip (« rumeur du jour »). Le site reçoit en 1999 et 2001 le prix du meilleur magazine en ligne et en 2005 le prix du meilleur site musical.

### NMEAwards
Chaque année depuis 1953, le magazine organise les NME Awards, une cérémonie de remises de récompenses dans le domaine de la musique. Entre 1961 et 1970 à Wembley, nombre d'artistes et groupes sont récompensés comme notamment : Connie Francis, Adam Faith, Ted Heath, Billy Fury, Helen Shapiro, Cliff Richard, The Shadows, The Beatles, Cliff Richard, The Shadows, Adam Faith, Joe Brown The Rolling Stones, The Swingin' Blue Jeans, Cliff Richard, Roy Orbison, Brenda Lee, Dusty Springfield, Billy J. Kramer, The Hollies, The Searchers, The Tremeloes, The Animals, Them, Freddie and the Dreamers, The Kinks, The Searchers, The Ivy League, Tom Jones, Cilla Black, The Fortunes, Herman's Hermits, Alan Price, The Yardbirds, The Walker Brothers, The Who, Small Faces, Jimmy Savile, The Beach Boys, The Troggs, Love Sculpture, The Move, Steppenwolf, The Pipkins, Dana, Brotherhood of Man, et Vanity Fare.

### NMETour
Le magazine sponsorise plusieurs tournées au Royaume-Uni, où des groupes rock et assimilés se produisent.

### NMETV
Le magazine diffuse NME TV, une chaîne de télévision par satellite, disponible au Royaume-Uni depuis le 22 novembre 2007.

### NMERadio
Le magazine diffuse NME Radio, une radio orientée musiques alternatives, entre le 24 juin 2008 et le 23 mars 2013, sur la FM et par satellite au Royaume-Uni et sur Internet pour le monde.

## Éditeurs
- 1952 : Ray Sonin
- 1957 : Andy Gray
- 1972 : Alan Smith
- 1973 : Nick Logan
- 1978 : Neil Spencer
- 1985 : Ian Pye
- 1987 : Alan Lewis
- 1990 : Danny Kelly
- 1992 : Steve Sutherland
- 2000 : Ben Knowles
- 2002 : Conor McNicholas
- 2009 : Krissi Murison
- 2012 : Mike Williams
- 2018 : Charlotte Gunn